# Saint-Aubert
| Saint-Aubert                  |                        |
| Coordenadas: 47°11' N 70°13'W |                        |
| Província                     | Quebec                 |
| Região administrativa         | Chaudière-Appalaches   |
| Incorporado em                | 1 de julho 1857        |
| Prefeito                      | Germain Robichaud      |
|                               |                        |
| Área                          |                        |
| - Cidade                      | 97,1 km², 37,5 mi²     |
| Fuso horário                  | UTC -5                 |
| População (2006)              |                        |
| - Cidade                      | 1.389                  |
| - Densidade                   | 14 hab/km², 37 hab/mi² |

Saint-Aubert é um município canadense do conselho  municipal regional de L'Islet, Quebec, localizado na região administrativa de Chaudière-Appalaches. Em sua área de pouco mais de noveta e sete quilómetros quadrados, habitam cerca de mil e trezentas pessoas.